# Euderces venezuelensis
Euderces venezuelensis là một loài bọ cánh cứng trong họ Cerambycidae.